# Política de Singapur

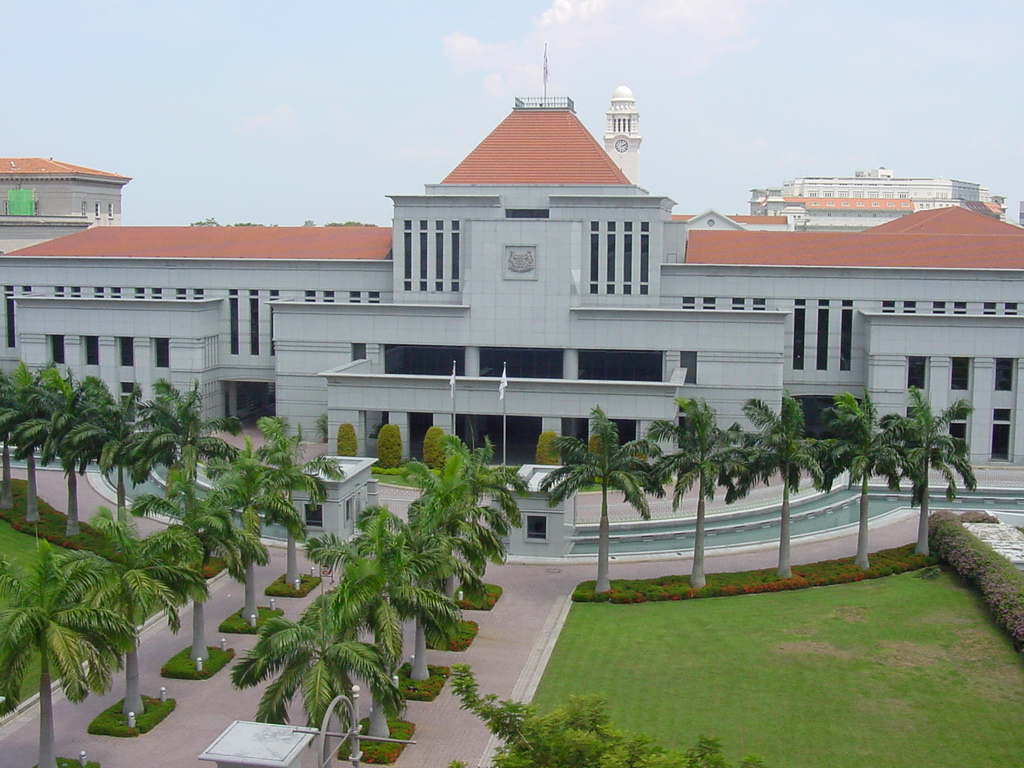
Parlamento de Singapur.

La constitución de Singapur está inspirada en el parlamentarismo inglés. El Partido de Acción Popular domina la política del país desde la independencia. El sistema de gobierno se aproxima más al autoritarismo que a una democracia multipartidista.
Singapur es miembro de la ASEAN.
Lee Kuan Yew, considerado el padre de la patria, fue el único primer ministro de 1959 hasta 1990, cuando por su propia voluntad decidió dejar el cargo para dar paso a la siguiente generación de políticos. Cuando Goh Chok Tong asume el cargo de primer ministro, creó un ministerio sin cartera para Lee Kuan Yew y lo nombró Senior Minister. Años más tarde Goh Chok Tong tomó una decisión similar, y decidió dejar el cargo a la generación de relevo, y en 2004 Lee Hsien Loong, hijo de Kuan Yew, asumió el cargo de primer ministro; en ese momento su padre de Senior Minister pasó a ser llamado Mentor Minister, y Goh Chok Tong pasó a ser el Senior Minister.